# 道尔扎布·鲁布桑沙拉布
道尔扎布·鲁布桑沙拉布（1900年—1941年7月30日），蒙古族，外蒙古札萨克图汗部（今蒙古国库苏古尔省依克烏勒（大山，Ikh-Uul））人，蒙古人民共和國政治家。

## 生平
鲁布桑沙拉布10岁成为木倫（Mörön）寺院的僧徒。1921年，鲁布桑沙拉布离开寺院，开始放牧。1925年，鲁布桑沙拉布成为蒙古人民革命党党员，此后担任纳兰·扎尔格朗图乌勒（Naran Jargalant Uul）旗的党支部书记。1927年，他被送入蒙古人民革命党中央党校。在党校，他既反对党的“左倾”的理想化的极端主义，又反对党校学员中的“右倾”，这些情况在蒙古人民革命党党史中都有记录。
1928年，鲁布桑沙拉布赴苏联入莫斯科东方劳动者共产主义大学。学成回到蒙古后，鲁布桑沙拉布任杭特希尔乌拉（Khan-Taishir-Uul）省的党委书记，随后升任蒙古人民革命党中央委员会的部长，并兼任蒙古人民革命党中央委员会主席团成员兼副书记。1932年6月，鲁布桑沙拉布当选蒙古人民革命党中央委员会书记之一，并且在1932年至1937年以及1939年7月被选为蒙古人民革命党中央委员会主席团成员。鲁布桑沙拉布的著作有关于党的基层组织的手册，以及《喇嘛问题》（The Lama Question）。1937年，鲁布桑沙拉布回到苏联，接受为期5个月的有关政治及组织工作的实践训练。
1939年7月9日，鲁布桑沙拉布被内务部以反革命罪名逮捕。1941年7月5日，苏联最高法院军事审判庭在莫斯科判处其死刑，并于同年7月30日将其处决。1962年，鲁布桑沙拉布获得平反。鲁布桑沙拉布是32名被送往苏联接受审判的1930年代至1940年代大清洗的蒙古受害者之一，俄罗斯联邦政府于1993年公布了有关材料。